# Pokegama
Pokegama /="water at the side of a river," "the river divides" ili "water that turns off to one side."/, jedna od bandi Chippewa Indijanaca s jezera Pokegama, okrug Pine, Minnesota. Danas su jedna od bandi kolektivno poznatih kao Mississippi Chippewa u koje još spadaju White Oak, Gull Lake, Mille Lac, Rice Lake, Snake River, Crow Wing, Sandy Lake, Swan River, Rabbitt Lake, Trout Lake i Pelican Lake.